# Roger De Coster
Roger De Coster (Uccle, 28 agosto 1944) è un pilota motociclistico belga ritiratosi dall'attività agonistica, vincitore di 5 titoli mondiali motocross.

## Carriera
Ha vinto cinque Campionati del Mondo Motocross 500cc ed ha il record di 36 vittorie in questa categoria. Era conosciuto per il suo controllato stile di guida e per il suo impegno a mantenersi in forma fisicamente. La sua statura è tale che nel mondo delle motocross è spesso chiamato The Man. Ha ottenuto anche una medaglia d'oro nell'International Six Day Trial del 1964 ed è stato quattro volte vincitore della Trans-campionato AMA.

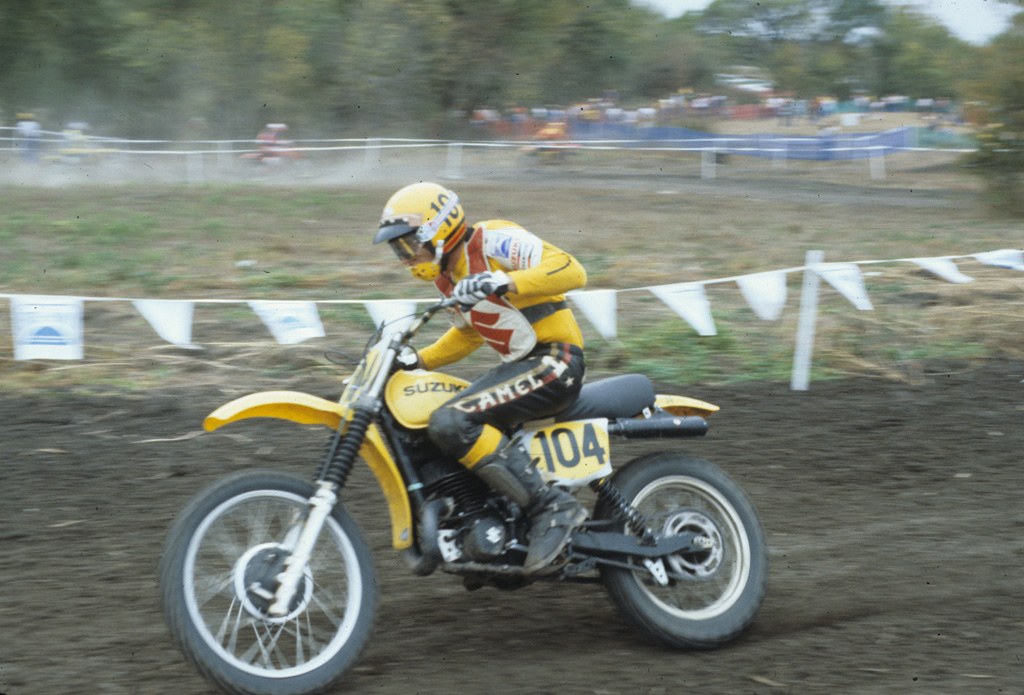
De Coster impegnato in una gara del AMA Motocross Championship nel 1977.

De Coster ha iniziato la sua carriera professionale con la cecoslovacca ČZ nella classe 500. Ha vinto il Campionato nazionale belga nel 1966 e ha trionfato per la prima volta in 500cc nel 1968.
Nel 1971, De Coster ha preso la difficile decisione di lasciare ČZ e trasferirsi alla Suzuki. Con la Suzuki egli ha raggiunto il suo più grande successo, vincendo il Campionato del Mondo Motocross 500cc tre anni di fila nel 1971, 1972 e 1973 prima di Heikki Mikkola che ha vinto nel 1974. De Coster si riprese il Campionato del Mondo nelle stagioni 1975 e 1976. Entro la metà degli anni settanta, si era affermato come il motociclista di motocross più grande di tutti i tempi.
Nel 1980 è entrato a far parte della Honda per la sua stagione finale. Ha lasciato lo sport in alto, vincendo la gara finale del Campionato del mondo motocross 500cc nel Gran Premio di Lussemburgo.
Oltre ai titoli individuali ottenuti, ha ottenuto anche 5 vittorie con la nazionale belga nel motocross delle Nazioni tra il 1972 e il 1979.
Dopo la sua carriera agonistica, De Coster si trasferì negli Stati Uniti d'America diventando team manager. Nel 1999 è stato inserito nella Motorcycle Hall of Fame